# Транслін
TSN (англ. Translin) – білок, який кодується однойменним геном, розташованим у людей на короткому плечі 2-ї хромосоми.  Довжина поліпептидного ланцюга білка становить 228 амінокислот, а молекулярна маса — 26 183.
| 10         |  | 20         |  | 30         |  | 40         |  | 50         |
| ---------- |  | ---------- |  | ---------- |  | ---------- |  | ---------- |
| MSVSEIFVEL |  | QGFLAAEQDI |  | REEIRKVVQS |  | LEQTAREILT |  | LLQGVHQGAG |
| FQDIPKRCLK |  | AREHFGTVKT |  | HLTSLKTKFP |  | AEQYYRFHEH |  | WRFVLQRLVF |
| LAAFVVYLET |  | ETLVTREAVT |  | EILGIEPDRE |  | KGFHLDVEDY |  | LSGVLILASE |
| LSRLSVNSVT |  | AGDYSRPLHI |  | STFINELDSG |  | FRLLNLKNDS |  | LRKRYDGLKY |
| DVKKVEEVVY |  | DLSIRGFNKE |  | TAAACVEK   |  |            |  |            |

A: Аланін

C: Цистеїн

D: Аспарагінова кислота

E: Глутамінова кислота

F: Фенілаланін

G: Гліцин

H: Гістидин

I: Ізолейцин

K: Лізин

L: Лейцин

M: Метіонін

N: Аспарагін

P: Пролін

Q: Глутамін

R: Аргінін

S: Серин

T: Треонін

V: Валін

W: Триптофан

Кодований геном білок за функціями належить до гідролаз, нуклеаз, ендонуклеаз, фосфопротеїнів. 
Задіяний у таких біологічних процесах як ацетиляція, альтернативний сплайсинг. 
Білок має сайт для зв'язування з ДНК, РНК. 
Локалізований у цитоплазмі, ядрі.